# Multifysik
Multifysik betecknar modeller som tar hänsyn till flera fysikaliska fenomen samtidigt. Detta leder oftast till starkt icke-linjära modeller. Ett typiskt exempel är hur utbredningen av värme alstrad av elektriska strömmar i sin tur påverkar den elektriska ledningsförmågan.
Begreppet används också i samband med programvaror som använder multifysik vid forskning och utveckling, exempelvis vid computer-aided engineering.